# Curt Böhme

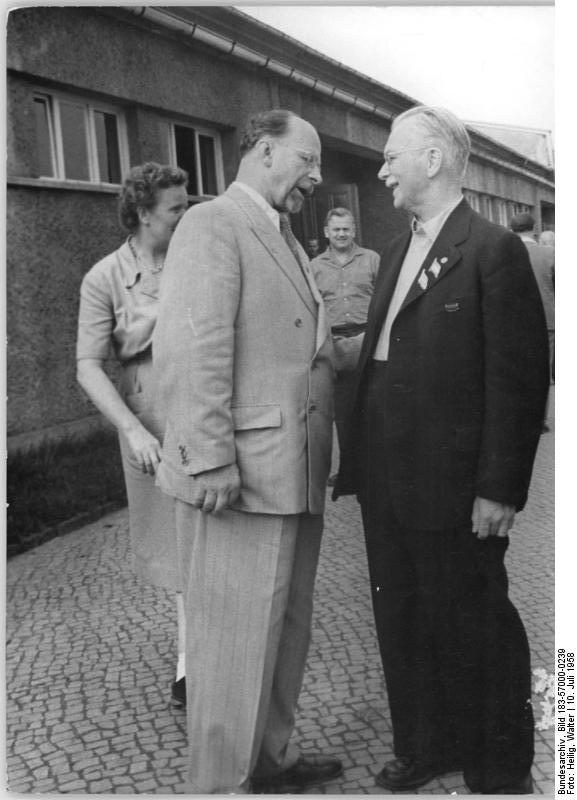
Curt Böhme (rechts) im Gespräch mit Walter Ulbricht am Rande des V. Parteitags der SED, 1958

Curt Böhme (* 17. Juli 1889 in Sayda, Erzgebirge; † 23. Dezember 1968 in Gera) war ein deutscher Politiker (SPD, später SED) und Oberbürgermeister der Stadt Gera von 1948 bis 1956.

## Leben
Der Sohn eines Sattlers absolvierte in Freiberg eine Ausbildung zum Feinmechaniker, ging dann auf Wanderschaft und wurde bei Carl Zeiss in Jena angestellt. Bereits frühzeitig engagierte er sich politisch; zu Ostern 1916 organisierte er mit Karl Liebknecht die „Osterkonferenz der Jugend“ in Jena. 
Als Gasthörer an der Universität Jena eignete er sich nach dem Ersten Weltkrieg Kenntnisse in Rechts- und Volkswirtschaftslehre an. 1923 wurde er Referatsleiter im Thüringer Ministerium des Innern, von 1924 bis 1931 vertrat er die SPD im Thüringer Landtag. Von 1925 bis 1931 amtierte er als Bürgermeister von Allstedt (Thüringen) und von 1931 bis 1933 als Gemeindevorsteher von Lohbrügge bei Hamburg.
1944 wurde Böhme im KZ Buchenwald inhaftiert, wo er die Befreiung des Lagers am 11. April 1945 miterlebte. Er gehörte zu den Mitunterzeichnern des Buchenwalder Manifests.
Ab 1945 übte er verschiedene Funktionen in der Thüringer Landesverwaltung aus und war 1946 maßgeblich an der Vereinigung von SPD und KPD zur SED beteiligt. Am 9. September 1948 wurde er von der Stadtverordnetenversammlung als Nachfolger Friedrich Blochs zum ersten SED-Oberbürgermeister von Gera gewählt. In seine Amtszeit fielen die Gründung der DDR 1949 und die Auflösung des Landes Thüringen 1952, wodurch Gera Bezirksstadt des Bezirkes Gera wurde. 1950 wurden zwölf Gemeinden, darunter die Stadt Langenberg, nach Gera eingemeindet, wodurch ihre Einwohnerzahl sich auf fast 100.000 erhöhte. 
Am 19. Dezember 1956 wurde Curt Böhme von der Stadtverordnetenversammlung als Oberbürgermeister verabschiedet und zugleich – als erste Person nach 1945 – zum Ehrenbürger der Stadt Gera ernannt. Sein Nachfolger wurde Otto Aßmann. 1959 erhielt er die Deutsche Friedensmedaille. 1964 wurde Curt Böhme mit dem Vaterländischen Verdienstorden in Gold ausgezeichnet.

## Postume Ehrungen
Am 7. Januar 1987 erhielt eine Straße im Geraer Neubaugebiet Bieblach-Ost den Namen Curt-Böhme-Straße. Im Jahr 1978 erhielt die damals neu eröffnete 25. POS (Polytechnische-Oberschule) im Stadtteil Gera-Lusan den Namen „Curt Böhme“ zur Erinnerung und als Ehrung an den ehemaligen Bürgermeister der Stadt Gera. 1991 wurde die Schule zur Grundschule 6 und erhielt 1997 den Namen Wilhelm Busch.